# NGC 779
NGC 779 est une galaxie spirale intermédiaire située dans la constellation de la Baleine. NGC 779 a été découverte par l'astronome germano-britannique William Herschel en 1785.

## Caractéristiques
Sa vitesse par rapport au fond diffus cosmologique est de 1 123 ± 19 km/s, ce qui correspond à une distance de Hubble de 16,6 ± 1,2 Mpc (∼54,1 millions d'al).
À ce jour, 25 mesures non basées sur le décalage vers le rouge (redshift) donnent une distance de 18,312 ± 3,349 Mpc (∼59,7 millions d'al), ce qui est à l'intérieur des valeurs de la distance de Hubble.
La classe de luminosité de NGC 779 est II et elle présente une large raie HI.

## Morphologie
NGC 779 a été utilisée par Gérard de Vaucouleurs comme une galaxie de type morphologique SAB(rs)b dans son atlas des galaxies,.
Eskridge, Frogel et Pogge ont publié un article en 2002 décrivant la morphologie de 205 galaxies spirales ou lenticulaires rapprochées. Les observations ont été réalisées dans la bande H de l'infrarouge et dans la bande B (le bleu). Selon Eskridge et ses collègues, NGC 779 est de type Sab dans la bande B et SAB(r)b dans la bande H. Le noyau très brillant de la galaxie est intégré dans bulbe elliptique en forme de boîte. L'inclinaison de NGC 779 est très forte. Un motif à deux bras de grand style qui émergent des coins du bulbe en forme de boîte. Les bras intérieurs ont une brillance de surface élevée et ils forment un pseudo-anneau avec des accentuations brillantes le long de l'axe majeur. Les bras sont intégrés dans un disque lisse et sans nœuds de formation d'étoiles prononcés. La rupture du pseudo-anneau du côté nord-ouest du noyau vient peut-être de l'extinction par la poussière. À des niveaux de brillance de surface inférieurs, la galaxie est lisse et s'étend sur de très grands rayons.